# Мйоса
Мйоса (норв. Mjøsa) — найбільше озеро Норвегії. Розташоване в південній частині країни, приблизно за 100 км на північ від Осло. Головною притокою є річка Гудбрандалслоген на півночі; річка що витікає — Ворма (притока Гломми) на півдні.
Висота поверхні над рівнем моря складає 123 м, глибина 195-468 м, площа — 362 км². Берега різноманітні і красиві. З найпівденнішого мису Міннесунн в Ейдсволлі до найпівнічнішої точки в Ліллегаммері довжина озера становить 117 км. В найширшому місці, біля Гамара, ширина дорівнює 15 км. Площа озера 365,19 км², а об'єм — 56,24 км³. Загальна довжина берегової лінії — 273 км. Греблі на річці Ворма що витікає, побудовані в 1858, 1911, 1947 та 1965 підняли рівень води в цілому приблизно на 3,6 метра. В останні 200 років було зареєстровано 20 повеней, які підняли рівень М'єси на 7 м. Кілька з цих повеней затопили місто Гамар.
Міста Ліллегаммер, Євік і Гамар були засновані на берегах озера. Озеро подовжене, на кінцях звужене, подібно іншим озерам Норвегії, є наповненою водою долину або розширення річища річки. Серед озера великий і родючий острів Гельгея (Святий, норв. Helgøya), єдиний великий острів на все озеро. Рибальський промисел на озері, колись вельми значний, занепав після повені 1789 р.; тепер знову розвивається. 
В озері є 20 видів риби, серед найпоширеніших — щука, окунь звичайний, плітка звичайна, харіус європейський, пструг струмковий, європейська корюшка.
Крім невеликих прогулянкових човнів і катерів, а також пароплаву PS Skibladner, на озері відсутня навігація. Береги озера здебільшого є сільськогосподарськими угіддями, — найродючіші ріллі у всій Норвегії. Головна залізнична лінія між Осло і Тронгеймом — Довре прямує східним берегом озера, з зупинками в Гамарі і Ліллегаммері. Зі сходу поруч озера прямує європейський маршрут E6, що перетинає озеро мостом М'єса.

## Цікаві факти
На озері працює пароплав PS Skibladner — найстаріший у світі пароплав, який експлуатують: його побудували в 1856 році.